# Friedrich Robert Helmert

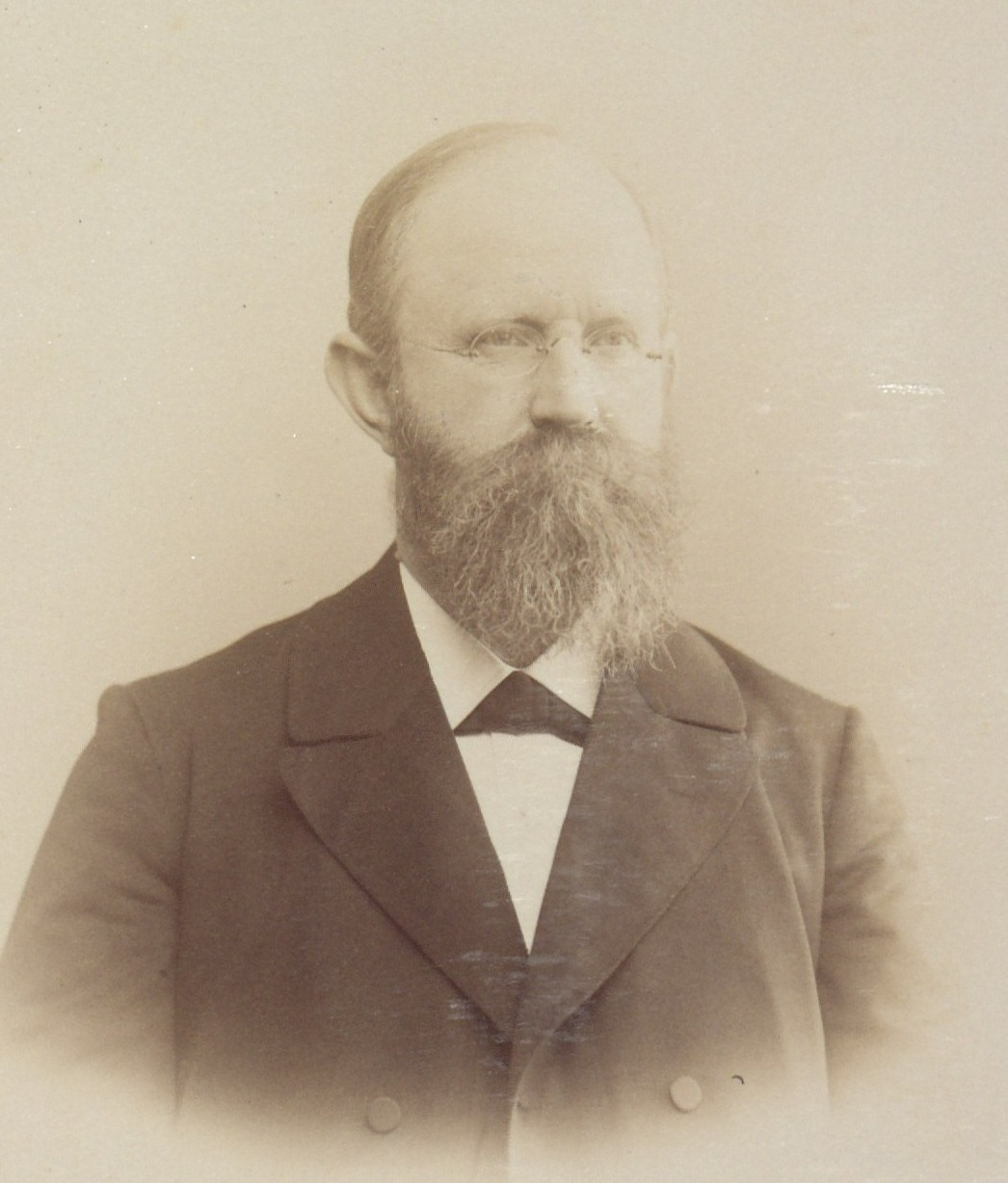
Friedrich Robert Helmert

Friedrich Robert Helmert (* 31. Juli 1843 in Freiberg, Königreich Sachsen; † 15. Juni 1917 in Potsdam) war ein deutscher Geodät und Mathematiker.

## Leben und Wirken

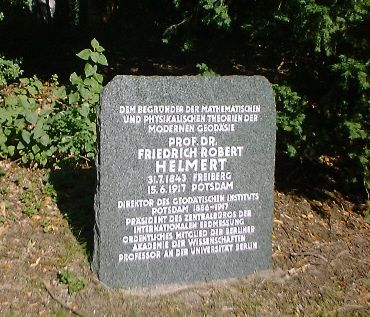
Gedenkstein für Friedrich Robert Helmert auf dem Telegrafenberg in Potsdam

Helmert gilt als Begründer der mathematischen und physikalischen Theorien der modernen Geodäsie und war der erste, der die Grundlagen zu den Methoden der Geoidbestimmung erarbeitete. Sie konnten wegen des Fehlens geeigneter, feldtauglicher Messinstrumente aber erst einige Jahrzehnte später in größerem Maße durchgeführt werden. Helmert begründete die inzwischen klassische Definition der Geodäsie als Wissenschaft von der Ausmessung und Abbildung der Erdoberfläche.
Zu Helmerts wichtigsten Werken zählt ein zweibändiges, 1880 erschienenes Lehrbuch, in dem er die Theoretische Geodäsie begründete, ein sich rasch verbreitendes Buch über die Ausgleichungsrechnung nach der Methode der kleinsten Quadrate und Abhandlungen zu den Koordinatentransformationen. Nach ihm benannt wurde eine bis heute oft verwendete Methode, die sogenannte Helmert-Transformation. Auch die als Winkel zwischen dem Schwerevektor und der Ellipsoidnormalen in einem Oberflächenpunkt definierte Lotabweichung ist nach ihm benannt, ebenso wie das Helmert-Ellipsoid, mit dem der führende Geodät seiner Zeit die Achsen des Erdellipsoids genauer anzugeben vermochte, als es anderen Wissenschaftlern in den folgenden 50 Jahren gelang.

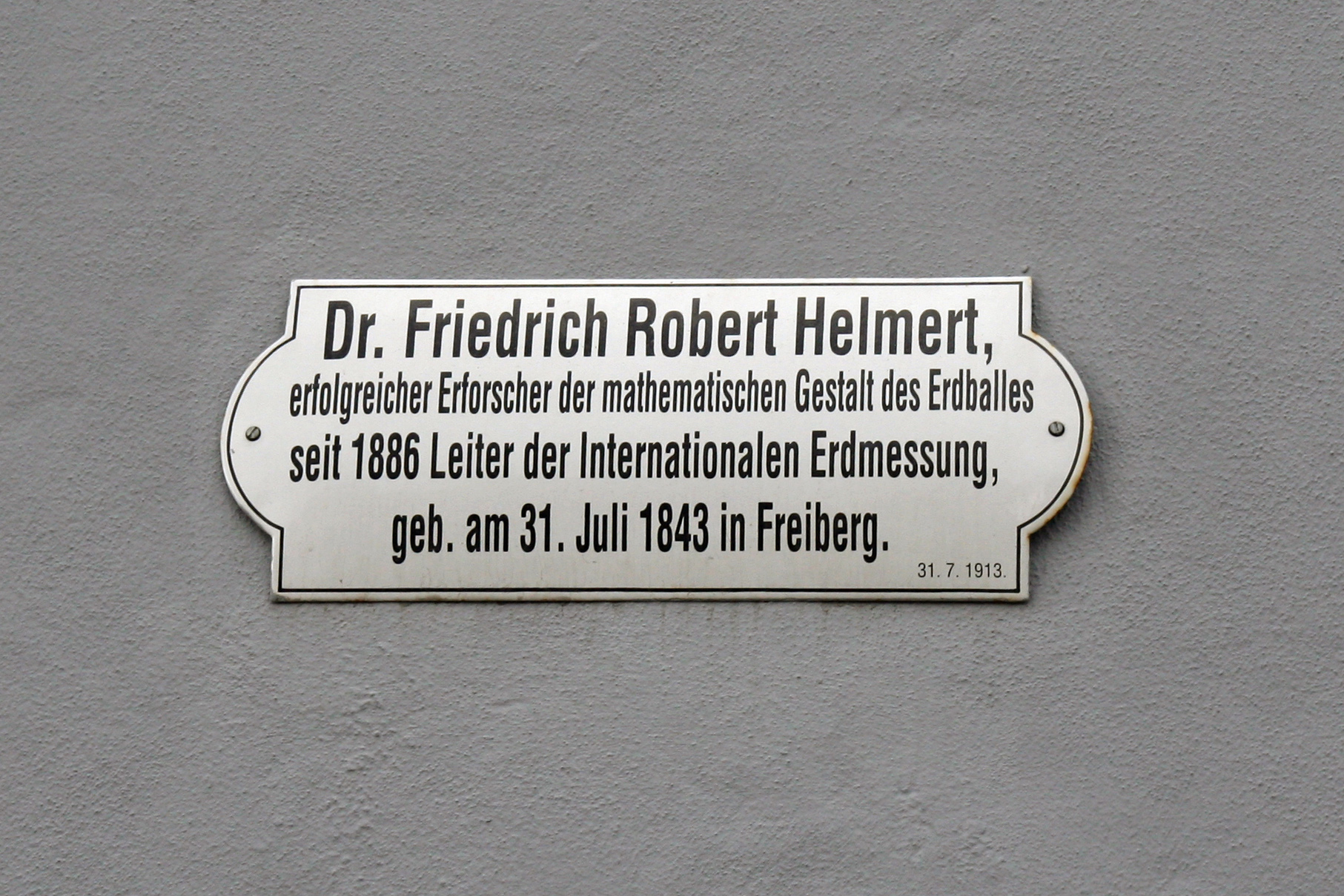
Gedenktafel auf dem Helmertplatz in Freiberg

Als Direktor des Geodätischen Instituts Potsdam (1886–1917) machte Helmert Potsdam zum Weltzentrum für die wissenschaftliche Geodäsie. Er definierte sie – was im Wesentlichen noch heute akzeptiert wird – als die Wissenschaft von der Erdfigur und dem Schwerefeld der Erde. Der Potsdamer Absolutwert der Schwerebeschleunigung war von 1909 bis 1971 der internationale Referenzwert („Potsdamer Schwerewert“).
In Freiberg geboren, studierte er von 1859 bis 1863 an der damaligen Königlich Sächsischen Polytechnischen Schule in Dresden unter August Nagel, er promovierte 1867 in Leipzig  bei Wilhelm Scheibner und Wilhelm Gottlieb Hankel mit der Arbeit „Studien über rationelle Vermessungen im Gebiet der höheren Geodäsie“. Durch seine Intelligenz und seinen herausragenden Fleiß erwarb er sich schon in dieser Zeit Anerkennungen, die in der Verleihung von Belobigungsdekreten zum Ausdruck kamen.
Helmert war auch Präsident des Zentralbüros der Internationalen Erdmessung, ordentliches Mitglied der Preußischen Akademie der Wissenschaften, auswärtiges Mitglied der Accademia dei Lincei in Rom und der Königlich Niederländischen Akademie der Wissenschaften (seit 1913), korrespondierendes Mitglied der Russischen Akademie der Wissenschaften in Sankt Petersburg (seit 1907) und der Académie des sciences (seit 1899) sowie Professor an der TH Aachen (1870–1886) und an der Friedrich-Wilhelms-Universität Berlin. Im Jahr 1886 wurde er zum Mitglied der Leopoldina gewählt.
Er ist der wohl meistzitierte Geodät aller Zeiten, doch leidet sein Werk aus heutiger Sicht – wie Karl Ledersteger 1970 feststellte – an seiner etwas umständlichen mathematischen Diktion. Dies hängt wohl damit zusammen, dass Helmert für eine große Zahl geodätischer Aufgabenstellungen erst die geeigneten Theorien entwickeln musste.
Außerdem wird die Einführung der Chi-Quadrat-Verteilung 1876  Helmert zugeschrieben, auch wenn die Bezeichnung erst von Karl Pearson stammt (1900).

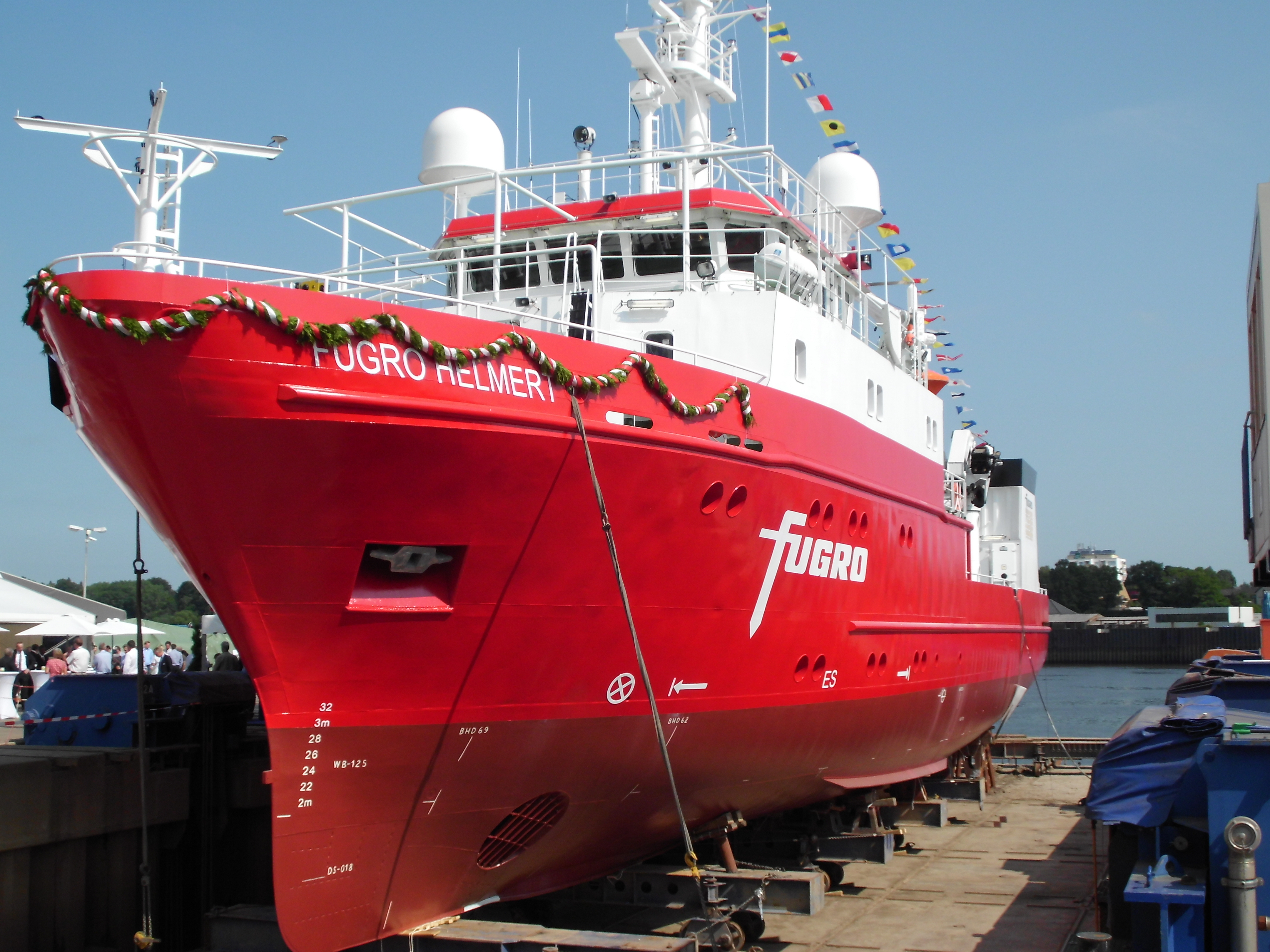
Vermessungsschiff Fugro Helmert

Der Mondkrater Helmert ist nach ihm benannt, ebenso der astronomisch-geodätische Beobachtungsturm auf dem Telegrafenberg in Potsdam (Helmertturm) wie auch der Helmertplatz in seiner Geburtsstadt Freiberg. In Potsdam trägt seit dem 6. November 2001 die Professor-Doktor-Helmert-Straße seinen Namen, in Karlsruhe seit 1960, in Mannheim seit 1982 und im Leipziger Ortsteil Rückmarsdorf seit 2018 die Helmertstraße.
Am 8. Juli 2013 wurde in Berne bei Bremen der Neubau eines rund 42 m langen Vermessungsschiffes auf den Namen Fugro Helmert getauft und zu Wasser gelassen. Bereits seit 1997 ist er Namensgeber für die Helmertbank im antarktischen Weddell-Meer.
Der DVW – Gesellschaft für Geodäsie, Geoinformation und Landmanagement verleiht zu besonderen Anlässen die Helmert-Gedenkmünze an bedeutende Geodäten.
Aus Anlass seines 100. Todestages wurde 2017 in Freiberg ein Georeferenzpunkt eingerichtet.

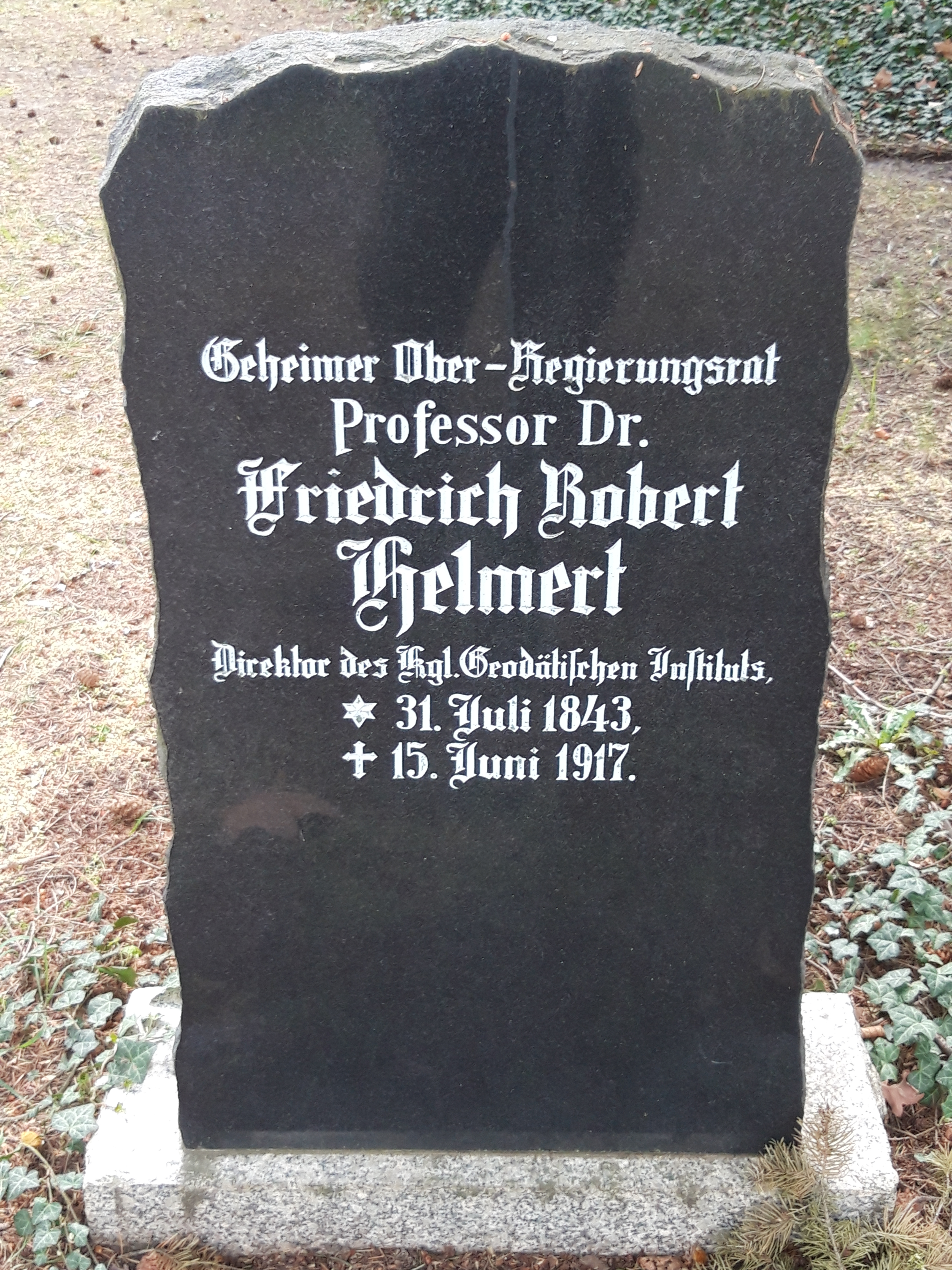
Grabstätte Helmerts auf dem Alten Friedhof in Potsdam

## Schriften (Auswahl)
- Die Ausgleichungsrechnung nach der Methode der kleinsten Quadrate: mit Anwendungen auf die Geodäsie und die Theorie der Messinstrumente. Verlag Teubner, Leipzig 1872.
- Die mathematischen und physikalischen Theorien der Höheren Geodäsie, Band I. Verlag Teubner, Leipzig 1880.
- Die mathematischen und physikalischen Theorien der Höheren Geodäsie, Band II. Verlag Teubner, Leipzig 1884.